# Gelbflügelfledermaus
Die Gelbflügelfledermaus (Lavia frons) ist eine Fledermausart aus der Familie der Großblattnasen (Megadermatidae). Ihr Verbreitungsgebiet umfasst das mittlere Afrika und reicht von Gambia bis Äthiopien und südlich bis Sambia.

## Beschreibung
Wie ihr Name schon andeutet, sind die Flügel dieser Fledermausart gelblich-rot gefärbt, ebenso wie die langen Ohren. Die Färbung des übrigen Körpers variiert von hellgrau bis graublau. Das Nasenblatt ist wie bei allen Großblattnasen sehr groß und endet darüber hinaus am unteren Ende in einer nach vorne ragenden Spitze. Diese Tiere erreichen eine Kopfrumpflänge von 60 bis 80 Millimetern, eine Flügelspannweite von rund 35 Zentimetern und ein Gewicht von 28 bis 36 Gramm.

## Lebensweise
Gelbflügelfledermäuse leben in Wäldern und offenen, baumbestandenen Gebieten, meist in der Nähe von Gewässern wie Sümpfen, Flüssen und Seen. Im Gegensatz zu den anderen Großblattnasen bevorzugen sie Bäume als Schlafplätze, daraus ergibt sich, dass sie tagsüber sehr aufmerksam und relativ aktiv sind. Sie schließen selten die Augen und flattern immer wieder vor möglichen Gefahren davon.
Gelbflügelfledermäuse bilden im Gegensatz zu den meisten Fledermausarten monogame Beziehungen. Ein Männchen und ein Weibchen etablieren einen eigenen Ruheplatz, mindestens 20 Meter vom nächsten Pärchen entfernt, Das Männchen beschützt sein Weibchen, insbesondere in der Stillzeit, es fliegt immer wieder durch das 0,6 bis 0,8 Hektar große Territorium, um Artgenossen zu vertreiben und vor Fressfeinden (vorwiegend Greifvögel und Schlangen) zu warnen. Auch die gegenseitige Fellpflege wurde bei diesen Tieren beobachtet.

## Nahrung
Im Gegensatz zu den anderen Großblattnasen sind Gelbflügelfledermäuse reine Insektenfresser. In der Abend- und Morgendämmerung, meist bei mehr Licht als viele andere Fledermäuse, begeben sie sich auf Nahrungssuche. Zu diesem Zweck hängen sie an Ästen und halten Ausschau. Haben sie ein Beutetier entdeckt, stürzen sie sich darauf und fliegen wieder zu ihrem Baum zurück, um es dort zu verzehren.

## Fortpflanzung
Diese Tiere kennen Balzrituale wie gemeinsame Flüge, bei denen sich die Partner gegenseitig umkreisen. Im April, am Beginn der Regenzeit, kommt meist ein einzelnes Jungtier zur Welt. Das Neugeborene klammert sich an ein Paar Pseudozitzen in der Nähe des Afters und wird so bei den Streifzügen der Mutter mitgenommen. Nach rund einem Monat beginnt es mit selbstständigen Flugversuchen und wird rund 20 Tage danach entwöhnt. Anschließend hält es sich noch 30 Tage im elterlichen Revier auf, bevor es dieses endgültig verlässt.

## Bedrohung
Gelbflügelfledermäuse sind häufig und weitverbreitet und werden nicht als bedroht gelistet.